# Carl Wilhelm Lieber
Carl Wilhelm Lieber (* 30. März 1791 in Weimar; † 5. Oktober 1861 ebenda) war ein deutscher Zeichner, Dekorations- und Bühnenmaler, Restaurator und Landschaftsmaler.

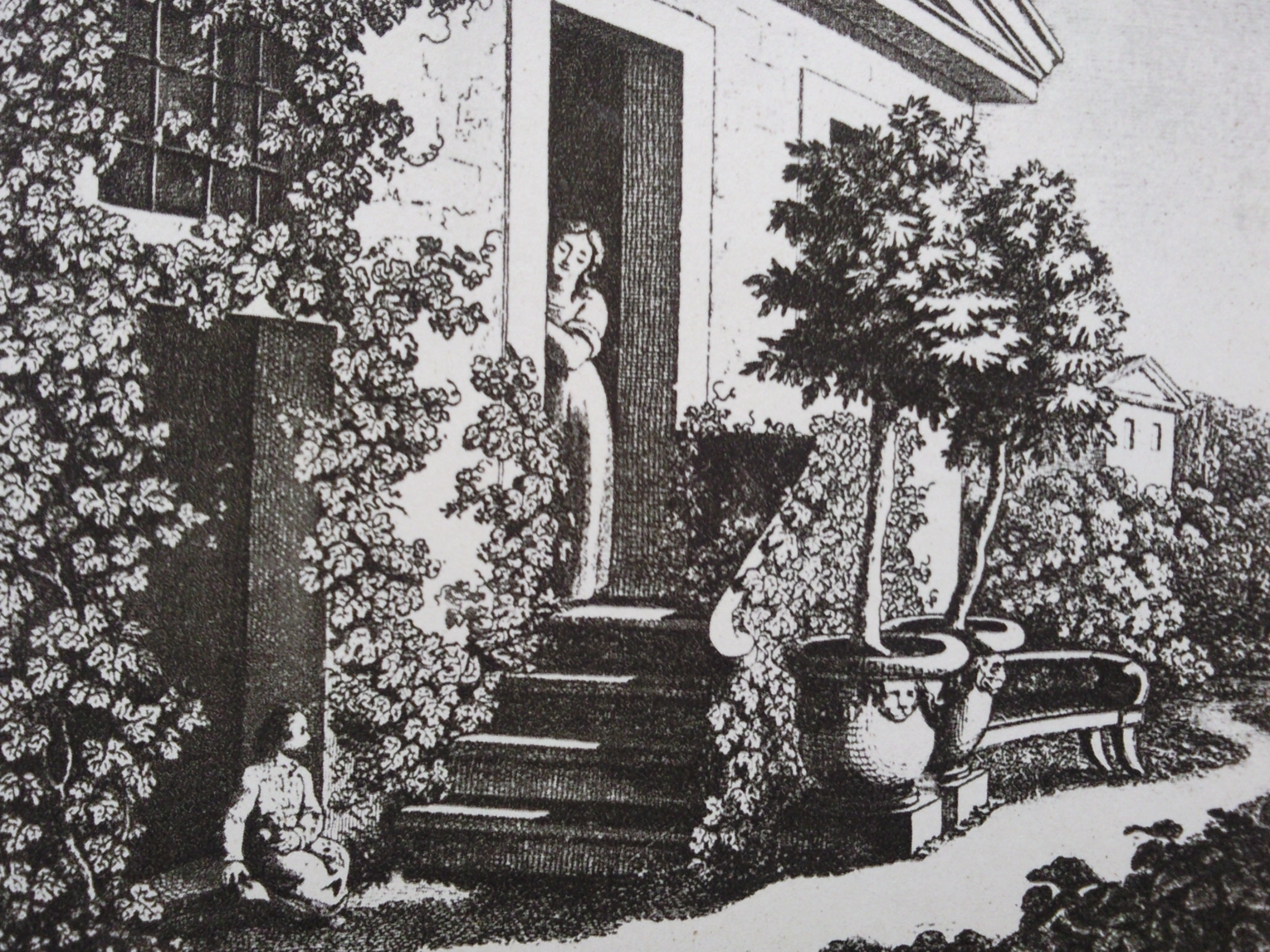
Carl Wilhelm Lieber Christiane von Goethe im Gartenhaus, nach Goethe

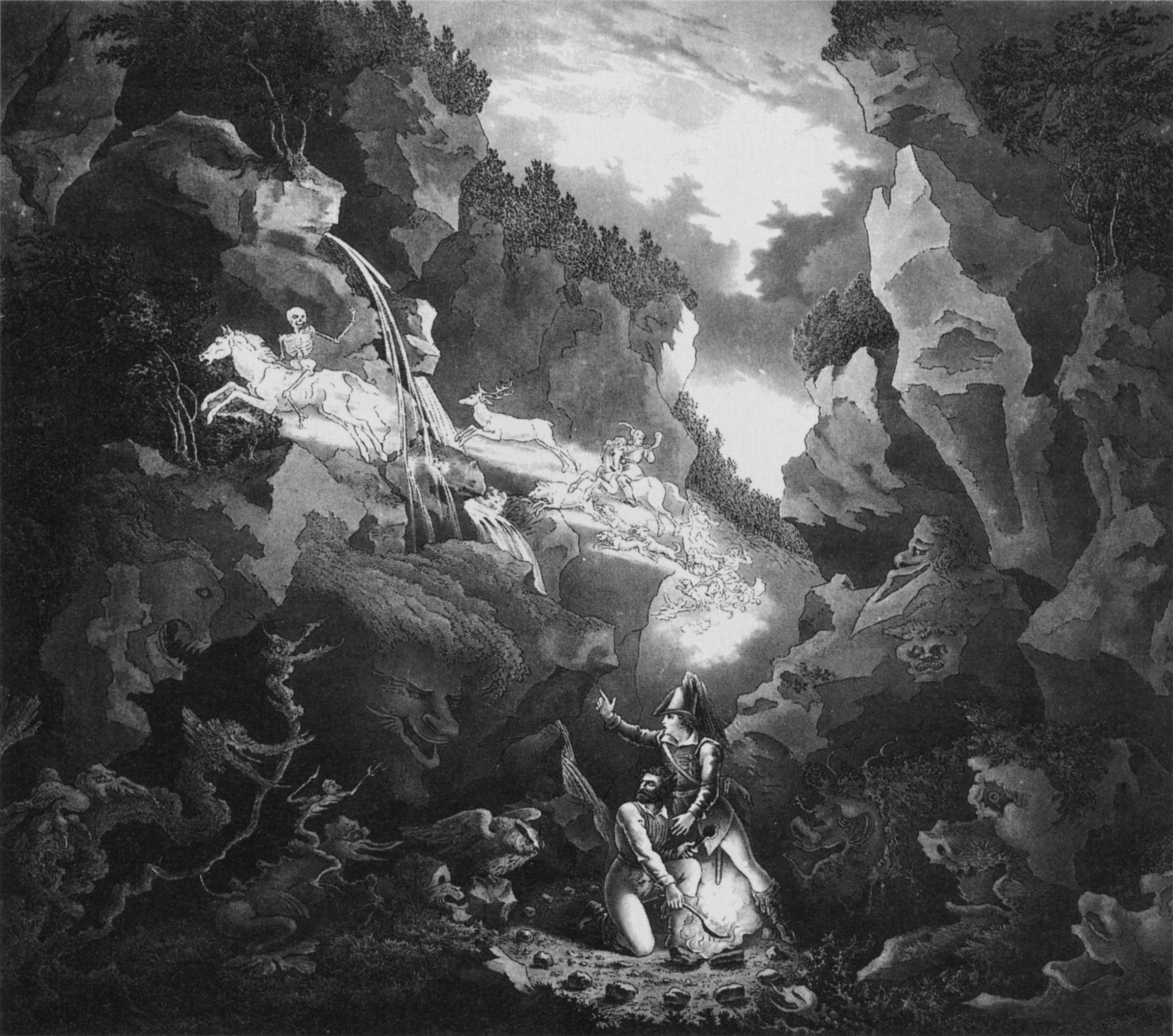
Lithographie „Die Wolfsschlucht“ aus der Oper von C. M. von Weber der Freischütz von Carl Wilhelm Holdermann 1822 nach Liebers Zeichnung und mit Staffagen von Schwerdgeburth

## Leben
Lieber war seit 1813 Unterlehrer am Freien Zeicheninstitut in Weimar. Zuvor studierte der Sohn des Weimarer Kammerdieners Johann Christian Lieber (1757–1836) auf Anraten Goethes bis 1812/13 in Dresden bei Caspar David Friedrich und Georg Friedrich Kersting. Ab 1805 arbeitete Lieber für das Landes-Industrie-Comtoir des Friedrich Justin Bertuch. So kommt es, dass Zeichnungen Liebers im Journal des Luxus und der Moden zu finden sind. Sein Sohn August Lieber war ebenfalls Maler.

## Werk und Wirken
Für Carl Maria von Webers Oper Der Freischütz, die 1821 in Berlin uraufgeführt worden war, schuf Carl Wilhelm Holdermann für die Bühnendekoration das Bild „Die Wolfsschlucht“ (für die Uraufführung nicht (!)), jedoch für die Aufführung 1822 in Weimar in Aquatinta nach einer Zeichnungsvorlage von Carl Wilhelm Lieber, welche mit Figurenstaffage  Carl August Schwerdgeburth ergänzte. Lieber selbst war auch an einer Sammlung von Stichen und Zeichnungen nach Goethes Vorlagen beteiligt, an der u. a. Wilhelm Holdermann mitgewirkt hatte und die von Carl August Schwerdgeburth herausgegeben wurde.
In einem kurzen Vermerk erwähnt Friedrich Wilhelm Riemer am 23. April 1815 eine persische Goldblumenverzierung von Lieber.
Lieber hatte auch für Goethes Wohnhaus restauriert und scheint von Goethe auch dafür geschätzt worden zu sein. Herausgehoben mag dieses Beispiel sein: Karl Emil Helbigs Tagebucheintrag vom 5. April 1828 vermerkt: Alle Bilder, die Lieber restauriert hat, sind heute in des Herrn Geheimen Rats Zimmer aufgestellt, und er fängt an Liebers Talent und Geschicklichkeit im Restaurieren zu bewundern, ja er besucht Liebern in seinem Atelier.
Den wohl bedeutendsten Auftrag in Sachen Restaurierung bekam Lieber im Jahr 1827 mit der Restaurierung eines Werkes von Lucas Cranach, eines Ahnherrn von Goethe selbst, in Weimar übertragen. In Vorschlag brachte ihn Heinrich Meyer.  Mit Unterstützung u. a. von Meyer und Goethe und des Großherzogs Carl August konnte Lieber das Restaurieren von Gemälden in Dresden erlernen. Man gedachte so Lieber in besonderem Maße als Gemälderestaurator für die Weimarer Sammlungen einsetzen zu können. Liebers Mentor im Bereich Landschaftsmalerei in Dresden war Caspar David Friedrich, mit dem er aber nicht gut auskam und somit das Verhältnis bald beendet wurde. Für den Bereich des Restaurierens war sein Mentor Pietro Palmaroli.